# MewithoutYou
I mewithoutYou, spesso contratto in mwY, sono un gruppo musicale statunitense formatosi a Filadelfia nel 2000.

## Storia del gruppo
Inizialmente nata come progetto collaterale dei fratelli Aaron e Michael Weiss, già in un gruppo chiamato "The Operation", la band prende forma con l'aggiunta del bassista Ray Taddeo, il chitarrista Christopher Kleinberg e il batterista Richard Mazzotta. Dopo la firma con la Tooth & Nail Records e la sostituzione di Ray Tadeo con Daniel Pishock, i The Operation vengono sciolti e i fratelli Weiss possono finalmente concentrarsi sul gruppo, che dopo due EP autoprodotti pubblica il suo album di debutto, intitolato [A→B] Life, nel 2002.
Tuttavia la band riscuote maggior successo con il secondo album Catch for Us the Foxes, pubblicato nel 2004. Nel dicembre dello stesso anno Pishock decide di lasciare la band, venendo sostituito da Greg Jehanian, precedentemente nei The Operations con i fratelli Weiss. Il terzo album, Brother, Sister, viene pubblicato nel settembre 2006. Nel 2007 anche il chitarrista Christopher Kleinberg lascia la band per potersi laureare. It's All Crazy! It's All False! It's All a Dream! It's Alright, il quarto album della band, vede la luce nel maggio 2009, e stabilisce un leggero cambio di rotta nello stile musicale della band. Il quinto album Ten Stories è stato pubblicato nel 2012. Alla fine dell'anno il chitarrista Brandon Beaver entra ufficialmente nella band.
Nel 2015 esce, per l'etichetta Run for Cover Records, il sesto album Pale Horses. A esso fanno seguito, nel 2018, l'album [Untitled] e un EP omonimo.

## Formazione

### Formazione attuale
- Aaron Weiss – voce, chitarra acustica, fisarmonica, tromba, tastiera, percussioni (2000-presente)
- Michael Weiss – chitarra solista, tastiera, cori (2000-presente)
- Brandon Beaver – chitarra ritmica (2012-presente)
- Greg Jehanian – basso, cori (2005-2016, 2018-presente)
- Rickie Mazzotta – batteria, percussioni (2000-presente)

### Ex componenti
- Christopher Kleinberg – chitarra ritmica (2000-2007)
- Daniel Pishock – bsso, tastiera, cori (2001-2004)
- Ray Taddeo – basso (2001)
- Dominic Angelella – basso, cori (2016-2018)

## Discografia

### Album in studio
- 2002 – [A→B] Life
- 2004 – Catch for Us the Foxes
- 2006 – Brother, Sister
- 2009 – It's All Crazy! It's All False! It's All a Dream! It's Alright
- 2012 – Ten Stories
- 2015 – Pale Horses
- 2018 – [Untitled]

### EP
- 2000 – Blood Enough for Us All
- 2001 – I Never Said That I Was Brave
- 2016 – Pale Horses: Appendix
- 2018 – [untitled]

### Split
- 2001 – Norma Jean/mewithoutYou